# تکیه کردکلا
تکیه کرد کلا مربوط به دوره قاجار است و در شهرستان جویبار، بخش مرکزی، روستای کرد کلا واقع شده و این اثر در تاریخ ۲۷ مرداد ۱۳۶۴ با شمارهٔ ثبت ۱۶۷۴ به‌عنوان یکی از آثار ملی ایران به ثبت رسیده است.